# Santo Tomé y Príncipe en los Juegos Olímpicos de Londres 2012
Santo Tomé y Príncipe estuvo representado en los Juegos Olímpicos de Londres 2012 por dos deportistas, un hombre y una mujer, que compitieron en atletismo. El responsable del equipo olímpico es el Comité Olímpico de Santo Tomé y Príncipe.
La portadora de la bandera en la ceremonia de apertura fue la atleta Lecabela Quaresma. El equipo olímpico santotomense no obtuvo ninguna medalla en estos Juegos.

## Deportistas
La siguiente tabla muestra el número de deportistas en cada disciplina:
| Deporte   | Hombres | Mujeres | Total |
| --------- | ------- | ------- | ----- |
| Atletismo | 1       | 1       | 2     |
| Total     | 1       | 1       | 2     |

## Atletismo
Masculino
| Atleta                    | Evento | Series    | Series   | Cuartos de final | Cuartos de final | Semifinal | Semifinal | Final     | Final     |
| Atleta                    | Evento | Resultado | Posición | Resultado        | Posición         | Resultado | Posición  | Resultado | Posición  |
| ------------------------- | ------ | --------- | -------- | ---------------- | ---------------- | --------- | --------- | --------- | --------- |
| Christopher Lima da Costa | 100 m  | 11.56     | 7        | No avanzó        | No avanzó        | No avanzó | No avanzó | No avanzó | No avanzó |

Femenino
| Atleta            | Evento       | Series    | Series   | Semifinal | Semifinal | Final     | Final     |
| Atleta            | Evento       | Resultado | Posición | Resultado | Posición  | Resultado | Posición  |
| ----------------- | ------------ | --------- | -------- | --------- | --------- | --------- | --------- |
| Lecabela Quaresma | 100 m vallas | 14.54     | 6        | No avanzó | No avanzó | No avanzó | No avanzó |